# Taschennager
Die Taschennager (Geomyoidea) sind eine als Überfamilie betrachtete Verwandtschaftsgruppe innerhalb der Nagetiere, die die zwei rezent lebenden Familien der Taschenratten (Geomyidae) und Taschenmäuse (Heteromyidae) sowie mehrere fossile Taxa miteinander verbinden.

## Merkmale
Gemeinsames Merkmal der Taschennager sind zwei Felltaschen an den Kopfseiten, in denen Nahrung transportiert werden kann. Diese Taschen lassen sich zu Reinigungszwecken nach außen stülpen. Äußerlich haben die beiden Familien wenig gemein: Die Taschenratten erinnern gestaltlich an Maulwürfe, die Taschenmäuse teils an Mäuse und teils an Springmäuse.

## Systematik
Die Taschennager bilden trotz äußerlicher Unterschiede eine anerkannte Verwandtschaftsgruppe (Taxon), der die Taschenratten (Geomyidae) und die Taschenmäuse (Heteromyidae) angehören. Ebenfalls in diese Gruppe gehören einige nur fossil seit dem Oligozän nachgewiesene Taxa, die in der Vergangenheit direkt den Heteromyidae zugeordnet wurden und heute als eigenständige Familien Eomyidae, Florentiamyidae und Heliscomyidae betrachtet werden.
Unter den Eomyidae ist die 1996 erstbeschriebene gleitfähige Art Eomys quercyi am bekanntesten, die als älteste Form gleitender Nagetiere betrachtet wird.

## Belege
1. ↑  David J. Hafner: Familiy Heteromyidae (Pocket mice, kangoroo mice and kangoroo rats). In: Don E. Wilson, T.E. Lacher, Jr., Russell A. Mittermeier (Herausgeber): Handbook of the Mammals of the World: Lagomorphs and Rodents 1. (HMW, Band 6) Lynx Edicions, Barcelona 2016, S. 170–233. ISBN 978-84-941892-3-4.
2. ↑  G. Storch, B. Engesser & M. Wuttke: Oldest fossil record of gliding in rodents. Nature 379, 1. Februar 1996; S. 439–441. doi:10.1038/379439a0